# Taft (Texas)
Pour les articles homonymes, voir Taft.
Taft est une ville située au centre du comté de San Patricio, au Texas, aux États-Unis,.

## Démographie
Lors du recensement de 2010, la ville comptait une population de 3 048 habitants. Elle est estimée, en 2016, à 3 023 habitants.

### Source de la traduction
- (en) Cet article est partiellement ou en totalité issu de l’article de Wikipédia en anglais intitulé « Taft, Texas » (voir la liste des auteurs).